# Zmarli w roku 1944
Lista osób zmarłych w 1944:

## styczeń 1944
- 3 stycznia – John Muldoon, amerykański sportowiec, medalista olimpijski (ur. 1896)
- 12 stycznia – Mikołaj Bunkerd Kitbamrung, duchowny katolicki, męczennik, błogosławiony (ur. 1895)
- 13 stycznia – Zygmunt Biesiadecki, polski aktor (ur. 1894)
- 25 stycznia – Teresa Grillo Michel, włoska zakonnica, założycielka Małych Sióstr Bożej Opatrzności, błogosławiona katolicka (ur. 1855)
- 27 stycznia – Marta Koszówna, polska działaczka ruchu oporu, kurierka ZWZ (ur. 1911)[1]
- 31 stycznia:
  - Jean Giraudoux, francuski powieściopisarz i autor sztuk teatralnych (ur. 1882)
  - Stefania Sempołowska, polska nauczycielka i działaczka oświatowa, bojowniczka o prawa dziecka, dziennikarka i pisarka (ur. 1869)

## luty 1944
- 1 lutego – Franz Kutschera, funkcjonariusz hitlerowski (ur. 1904)
- 4 lutego – Bronisław Pietraszewicz, harcerz, dowódca I plutonu batalionu Parasol (ur. 1922)
- 9 lutego – Arkadiusz Degler, polski żołnierz AL (ur. 1920)
- 11 lutego – Paweł Kubicki, polski duchowny katolicki, biskup sandomierski (ur. 1871)
- 20 lutego – Florian Marciniak, polski instruktor harcerski, harcmistrz, pierwszy naczelnik Szarych Szeregów (ur. 1915)
- 22 lutego – Piotr Struwe, rosyjski polityk, ekonomista, publicysta (ur. 1870)

## marzec 1944
- ok. 10 marca – Emanuel Ringelblum, polski historyk, twórca podziemnego archiwum getta warszawskiego (ur. 1900)
- 25 marca:
  - Emilian Kowcz, duchowny greckokatolicki, błogosławiony (ur. 1884)
  - Gustaw Nowotny, lekarz chirurg, autor prac o chirurgicznym leczeniu gruźlicy, lekarz TOPR (ur. 1882)
- 31 marca – Thomas Lyle, australijski naukowiec pochodzenia irlandzkiego, zawodnik i sędzia rugby union, działacz sportowy (ur. 1860)

## kwiecień 1944
- 5 kwietnia – Aleksander Mardkowicz, karaimski literat, wydawca i działacz społeczny (ur. 1875)
- 6 kwietnia – Cvitan Galić, chorwacki pilot myśliwski (ur. 1909)
- 9 kwietnia – Celestyna Faron, polska zakonnica ze Zgromadzenia Służebniczek NMP Niepokalanie Poczętej, męczennica, błogosławiona katolicka (ur. 1913)
- 11 kwietnia – Bruno Winawer, polski komediopisarz, popularyzator fizyki i felietonista (ur. 1883)
- 14 kwietnia – Nikołaj Fiodorowicz Watutin, radziecki generał, wówczas d-ca 1 Frontu Ukraińskiego (ur. 1901)
- 22 kwietnia – Arthur Kickton, niemiecki architekt (ur. 1861)

## maj 1944
- 1 maja – Icchak Kacenelson, żydowski poeta i dramaturg tworzący w języku jidysz i hebrajskim (ur. 1886)
- 8 maja – Tadeusz Zieliński, polski filolog klasyczny, historyk kultury (ur. 1859)
- 11 maja:
  - Leon Kozłowski, polski archeolog i polityk, premier rządu II RP (ur. 1892)
  - Antoni Kucharczyk, polski poeta ludowy (ur. 1874)
  - Max Uhle, niemiecki archeolog (ur. 1856)

## czerwiec 1944
- 5 czerwca:
  - Józef Beck, polski polityk (ur. 1894)
  - Bronisław Czech, najwszechstronniejszy polski narciarz okresu międzywojennego, taternik (ur. 1908)
- 12 czerwca – Józef Kania, polski duchowny rzymskokatolicki (ur. 1913)[2]
- 13 czerwca – Ludwik Widerszal, polski historyk i archiwista, członek Wydziału Informacji Biura Informacji i Propagandy Komendy Głównej Związku Walki Zbrojnej i Armii Krajowej (ur. 1909)
- 16 czerwca:
  - Marc Bloch, francuski historyk średniowiecza, członek francuskiego ruchu oporu (ur. 1886)
  - Jan Piwnik ps. „Donat”, „Ponury”, dowódca partyzancki Armii Krajowej w Górach Świętokrzyskich i na Nowogródczyźnie (ur. 1912)
  - George Junius Stinney, najmłodsza ofiara krzesła elektrycznego (ur. 1929)

## lipiec 1944
- 3 lipca – Adolf Nowaczyński, polski satyryk i publicysta (ur. 1876)
- 17 lipca – Tarsycja Maćkiw, zakonnica greckokatolicka, męczennica, błogosławiona katolicka (ur. 1919)
- 21 lipca – Claus Schenk Graf von Stauffenberg, niemiecki oficer (ur. 1907)
- 26 lipca:
  - Andrzej Bieniek, polski ekonomista, żołnierz (ur. 1895)
  - Paweł Finder, polski działacz komunistyczny, I sekretarz PPR (ur. 1904)
- 28 lipca – Ignacy Kaczmarek, rolnik, powstaniec śląski (ur. 1881)
- 31 lipca:
  - Antoine de Saint-Exupéry, francuski pisarz (ur. 1900)
  - Franciszek Stryjas, polski katecheta, męczennik, błogosławiony katolicki (ur. 1882)

## sierpień 1944
- 1 sierpnia – Jan Soszyński, polski żołnierz, uczestnik powstania warszawskiego (ur. 1924)
- 2 sierpnia – Krystyna Krahelska, poetka, harcerka, żołnierz Armii Krajowej; sanitariuszka, poległa w powstaniu warszawskim; jej twarz została przez Ludwikę Nitschową odwzorowana w (powstałym jeszcze przed wojną) pomniku Syreny na warszawskim Powiślu (ur. 1914)
- 4 sierpnia – Krzysztof Kamil Baczyński, polski poeta czasu wojny (ur. 1921)
- 5 sierpnia:
  - Jędrzej Moraczewski, polski polityk (ur. 1870)
  - Janusz Zeyland, polski lekarz (ur. 1897)
  - Stefan Ossowiecki, polski inżynier zajmujący się zjawiskami paranormalnymi (ur. 1877)
  - Józef Marian Piasecki, polski doktor medycyny (ur. 1894)
- 7 sierpnia:
  - Tadeusz Jachimowski, polski ksiądz, pułkownik, naczelny kapelan AK (ur. 1892)
  - Jadwiga Falkowska, harcmistrzyni Rzeczypospolitej (ur. 1889)
- 8 sierpnia:
  - Juliusz Kaden-Bandrowski, polski pisarz i publicysta (ur. 1885)
  - Antoni Szczęsny Godlewski, uczestnik powstania warszawskiego (ur. 1923)
- 10 sierpnia:
  - Wanda Miłaszewska, polska pisarka (ur. 1894)
  - Stanisław Miłaszewski, polski dramatopisarz, poeta i tłumacz (ur. 1886)
- 11 sierpnia:
  - Jadwiga Jawurkówna, polska nauczycielka (ur. 1880)
  - Jadwiga Kowalczykówna, polska nauczycielka (ur. 1874)
- 12 sierpnia – Tomasz Chmieliński, powstaniec styczniowy (ur. 1845)
- 14 sierpnia:
  - Julius Engelhardt, działacz Świadków Jehowy w Niemczech podczas II wojny światowej, nadzorca produkcji i dystrybucji publikacji biblijnych w okresie zakazu działalności i prześladowań Świadków Jehowy, więzień i ofiara hitleryzmu (ur. 1899)
  - Jerzy Jagiełło, porucznik, harcmistrz, powstaniec warszawski (ur. 1923)
- 15 sierpnia – Wolf-Heinrich von Helldorf, niemiecki polityk, członek NSDAP, uczestnik zamachu na Adolfa Hitlera (ur. 1896)
- 16 sierpnia:
  - Tadeusz Gajcy, polski poeta czasu wojny (ur. 1922)
  - Zdzisław Stroiński, polski poeta czasu wojny (ur. 1921)
  - Roman Padlewski, polski kompozytor, muzykolog, dyrygent (ur. 1915)
- 17 sierpnia – Zbigniew Banaś, harcerz Szarych Szeregów (ur. 1928 lub 29)
- 18 sierpnia – Jan Romocki Bonawentura, ppor. AK, podharcmistrz, poeta (ur. 1925)
- 19 sierpnia:
  - Günther von Kluge, niemiecki feldmarszałek (ur. 1882)
  - Tadeusz Semadeni, wiceprokurator, sędzia, polski rekordzista w pływaniu (ur. 1902)
- 20 sierpnia:
  - Leon Chwistek, polski malarz, filozof, matematyk, przedstawiciel lwowskiej szkoły matematycznej (ur. 1884)
  - Włodzimierz Pietrzak, polski poeta, prozaik i krytyk literacki (ur. 1913)
- 22 sierpnia:
  - Franciszek Dachtera, polski duchowny katolicki, męczennik, błogosławiony (ur. 1910)
  - Jozef Hanula, słowacki artysta malarz (ur. 1863)
  - Lucjan Szenwald, polski poeta (ur. 1909)
- 23 sierpnia:
  - Abdülmecid II, ostatni władca używający tytułu kalifa (ur. 1868)
  - Seweryn Dziubałtowski, polski botanik i fitosocjolog (ur. 1883)
- 24 sierpnia – Jerzy Lis, polski harcmistrz, plutonowy Wojska Polskiego (ur. 1907)
- 25 sierpnia – Stanisław Leopold, harcmistrz, powstaniec warszawski (ur. 1918)
- 27 sierpnia – Marian Buczyński, plutonowy, powstaniec warszawski (ur. 1921)
- 28 sierpnia:
  - Teresa Bracco, włoska męczennica, błogosławiona katolicka (ur. 1924)
  - Alfons Mazurek, polski duchowny katolicki, błogosławiony (ur. 1891)
- 30 sierpnia – Czesław Nowak, pilot, porucznik Polskich Sił Powietrznych, kawaler Virtuti Militari (ur. 1919)
- 31 sierpnia:
  - Józef Archutowski, polski ksiądz katolicki, teolog, profesor UW (ur. 1879)
  - Jan Kajus Andrzejewski, harcmistrz, powstaniec warszawski (ur. 1913)

## wrzesień 1944
- 1 września – Zygmunt Batowski, polski historyk sztuki, muzeolog (ur. 1876)
- 2 września:
  - Piotr Słonimski, major, docent, lekarz, zoolog, histolog, embriolog (ur. 1893)
  - Maria Vetulani de Nisau, polska działaczka niepodległościowa, żołnierz AK, uczestniczka powstania warszawskiego (ur. 1898)
- 3 września – Ernst de Jonge, holenderski wioślarz, olimpijczyk (ur. 1914)
- 4 września – Eugeniusz Stasiecki, harcmistrz, instruktor Szarych Szeregów (ur. 1913)
- 6 września – Michał Czartoryski, polski dominikanin, męczennik, błogosławiony katolicki (ur. 1897)
- około 8 września – Władysław Błądziński, polski michalita, męczennik, błogosławiony katolicki (ur. 1908)
- 10 września – Józef Szczepański, poeta, żołnierz AK baonu „Parasol” (ur. 1922)
- 11 września – Linn Farish, amerykański żołnierz, geolog i sportowiec, medalista olimpijski (ur. 1901)
- 15 września – Andrzej Romocki, harcmistrz, kapitan AK-Szarych Szeregów (ur. 1923)
- 16 września:
  - Lidia Daniszewska, sanitariuszka, łączniczka (ur. 1923)
  - Eugeniusz Romański, kapitan, powstaniec warszawski (ur. 1918)
- 19 września – Helena Junkiewicz, polska oficer Wojska Polskiego (ur. 1923)
- 20 września – Witold Modelski, powstaniec warszawski, łącznik (ur. 1932)
- 22 września – Jerzy Weil, podharcmistrz, porucznik, powstaniec warszawski (ur. 1923)
- 23 września – Józef Stanek, polski pallotyn, męczennik, błogosławiony katolicki (ur. 1916)
- 25 września – Eugeniusz Lokajski, polski lekkoatleta, olimpijczyk, fotografik, żołnierz AK (ur. 1908)
- 27 września:
  - Adam Niedenthal, polski żołnierz, kawaler Orderu Virtuti Militari (ur. 1898)
  - Siergiej Prokudin-Gorski, rosyjski fotografik (ur. 1863)
- 29 września:
  - Stefan Grzebalski, polski prawnik (ur. 1897)
  - Alfons Kotowski, major, powstaniec warszawski (ur. 1899)

## październik 1944
- 10 października – Gösta Lundqvist, szwedzki żeglarz, medalista olimpijski (ur. 1892)
- 11 października – Józef Kałuża, polski piłkarz (ur. 1896)
- 14 października – Erwin Rommel, niemiecki feldmarszałek, dowódca Afrika Korps (ur. 1891)
- 17 października – Zenon Przesmycki, polski poeta, krytyk literacki i wydawca (ur. 1861)
- 18 października – Viktor Ullmann, austriacki kompozytor, dyrygent pochodzenia żydowskiego (ur. 1898)
- 21 października – Cornelis Hin, holenderski żeglarz, medalista olimpijski (ur. 1869)
- 24 października – Louis Renault, francuski wynalazca i przedsiębiorca. (ur. 1877)

## listopad 1944
- 2 listopada – Karol Irzykowski, polski prozaik, dramaturg, krytyk literacki, teoretyk filmu (ur. 1873)
- 3 listopada – Tomasz Nocznicki, działacz ruchu ludowego, współzałożyciel „Zarania”, minister, poseł i senator (ur. 1862)
- 9 listopada – Paul Fridolin Kehr, niemiecki historyk i dyplomatyk (ur. 1860)
- 13 listopada:
  - Hugh Kelly, irlandzki sportowiec, sędzia i działacz sportowy (ur. 1849)
  - Karol Lampert, austriacki duchowny katolicki, męczennik, błogosławiony (ur. 1894)
- 14 listopada – Otto Schimek, austriacki żołnierz, rozstrzelany za dezercję (ur. 1925)
- 16 listopada – Maria Rodziewiczówna, polska pisarka (ur. 1864)
- 21 listopada – Władysław Drelicharz, oficer PSZ na Zachodzie, kawaler Virtuti Militari (ur. 1913)
  - Eliot Stannard, brytyjski scenarzysta i reżyser filmowy (ur. 1888)
- 22 listopada – Arthur Stanley Eddington, brytyjski astrofizyk (ur. 1882)
- 24 listopada – Paweł Chromik, polski urzędnik (ur. 1900)[3]
- 27 listopada – Leonardo Bello, włoski franciszkanin, generał zakonu (ur. 1882)

## grudzień 1944
- 2 grudnia – Filippo Tommaso Marinetti, włoski pisarz, inicjator i teoretyk futuryzmu (ur. 1876)
- 5 grudnia – Julian Grobelny, polski działacz socjalistyczny, przewodniczący Żegoty (ur. 1893)
- 6 grudnia – Robert Monier, francuski żeglarz, medalista olimpijski (ur. 1885)
- 13 grudnia – Wassily Kandinsky (ros. Василий Васильевич Кандинский), rosyjski malarz, grafik i teoretyk sztuki (ur. 1866)
- 15 grudnia – Glenn Miller, amerykański puzonista (ur. 1904)
- 19 grudnia:
  - Paul Blau, niemiecki duchowny, superintendent generalny Kościoła Ewangelicko-Unijnego w Wielkopolsce (ur. 1861)
  - Ludwik Kinicki, polski działacz religijny, bankowiec, redaktor naczelny dwutygodnika „Nowy Dzień”, nadzorca działalności Świadków Jehowy w Generalnej Gubernii, więzień KL Mauthausen-Gusen (ur. 1896)
- 26 grudnia – Alexandre Villaplane, francuski piłkarz i kolaborant (ur. 1904)
- 27 grudnia:
  - Edward Focherini, włoski męczennik, błogosławiony katolicki (ur. 1907)
  - Stanisław Krygowski, prawnik, adwokat, działacz turystyczny, turysta górski i fotografik (ur. 1868)
  - Sára Salkaházi, węgierska zakonnica uhonorowana tytułem Sprawiedliwy wśród Narodów Świata, błogosławiona katolicka (ur. 1899)
- 29 grudnia – Juliusz Gardan, polski reżyser i scenarzysta filmowy (ur. 1901)
- 30 grudnia – Romain Rolland, francuski pisarz (ur. 1866)
- data dzienna nieznana:
  - Maria Sojkowa, działaczka narodowa i społeczna, członkini Rady Narodowej Księstwa Cieszyńskiego (ur. 1875)
  - Zygmunt Światłowski, polski harcerz (ur. 1930)
  - Adolf Billig, polski skrzypek, pedagog, doktor filozofii, recenzent muzyczny (ur. 1900)